# 岡山県幼稚園一覧
岡山県幼稚園一覧（おかやまけんようちえんいちらん）は、岡山県の幼稚園の一覧。廃止された幼稚園については岡山県幼稚園の廃園一覧を参照。

## 国立幼稚園
- 岡山大学教育学部附属幼稚園

## 公立幼稚園

### 岡山市

#### 北区
- 岡山市立岡山中央幼稚園
- 岡山市立伊島幼稚園
- 岡山市立大野幼稚園
- 岡山市立今幼稚園
- 岡山市立岡南幼稚園
- 岡山市立鹿田幼稚園
- 岡山市立御野幼稚園
- 岡山市立石井幼稚園
- 岡山市立三門幼稚園
- 岡山市立大元幼稚園
- 岡山市立牧石幼稚園
- 岡山市立陵南幼稚園
- 岡山市立中山幼稚園
- 岡山市立馬屋下幼稚園
- 岡山市立平津幼稚園
- 岡山市立野谷幼稚園
- 岡山市立横井幼稚園
- 岡山市立馬屋上幼稚園
- 岡山市立庄内幼稚園
- 岡山市立加茂幼稚園
- 岡山市立鯉山幼稚園
- 岡山市立吉備東幼稚園
- 岡山市立吉備西幼稚園
- 岡山市立足守なかよし幼稚園
- 岡山市立御津幼稚園
- 岡山市立桃丘幼稚園

#### 中区
- 岡山市立旭東幼稚園
- 岡山市立三勲幼稚園
- 岡山市立操南幼稚園
- 岡山市立操明幼稚園
- 岡山市立富山幼稚園
- 岡山市立財田幼稚園
- 岡山市立高島幼稚園
- 岡山市立幡多幼稚園
- 岡山市立宇野幼稚園
- 岡山市立平井幼稚園
- 岡山市立旭竜幼稚園
- 岡山市立竜之口幼稚園
- 岡山市立旭操幼稚園

#### 南区
- 岡山市立芳田幼稚園
- 岡山市立小串幼稚園
- 岡山市立浦安幼稚園
- 岡山市立福浜幼稚園
- 岡山市立甲浦幼稚園
- 岡山市立平福幼稚園
- 岡山市立芳泉幼稚園
- 岡山市立芳明幼稚園
- 岡山市立妹尾幼稚園
- 岡山市立灘崎幼稚園

#### 東区
- 岡山市立古都幼稚園
- 岡山市立可知幼稚園
- 岡山市立政田幼稚園
- 岡山市立開成幼稚園
- 岡山市立西大寺幼稚園
- 岡山市立西大寺南幼稚園
- 岡山市立雄神幼稚園
- 岡山市立豊幼稚園
- 岡山市立幸島幼稚園
- 岡山市立朝日幼稚園
- 岡山市立大宮幼稚園
- 岡山市立浮田幼稚園
- 岡山市立福田幼稚園
- 岡山市立平島幼稚園
- 岡山市立御休幼稚園
- 岡山市立角山幼稚園
- 岡山市立江西幼稚園
- 岡山市立千種幼稚園
- 岡山市立太伯幼稚園
- 岡山市立芥子山幼稚園

### 倉敷市
- 倉敷市立倉敷幼稚園
- 倉敷市立倉敷東幼稚園
- 倉敷市立老松幼稚園
- 倉敷市立万寿幼稚園
- 倉敷市立万寿東幼稚園
- 倉敷市立大高幼稚園
- 倉敷市立葦高幼稚園
- 倉敷市立中洲幼稚園
- 倉敷市立中島幼稚園
- 倉敷市立粒江幼稚園
- 倉敷市立中庄幼稚園
- 倉敷市立帯江幼稚園
- 倉敷市立菅生幼稚園
- 倉敷市立豊洲幼稚園
- 倉敷市立庄幼稚園
- 倉敷市立茶屋町東幼稚園
- 倉敷市立茶屋町西幼稚園
- 倉敷市立西阿知幼稚園
- 倉敷市立天城幼稚園
- 倉敷市立第一福田幼稚園
- 倉敷市立第二福田幼稚園
- 倉敷市立第四福田幼稚園
- 倉敷市立第五福田幼稚園
- 倉敷市立水島幼稚園
- 倉敷市立旭丘幼稚園
- 倉敷市立連島西浦幼稚園
- 倉敷市立連島東幼稚園
- 倉敷市立連島南幼稚園
- 倉敷市立連島北幼稚園
- 倉敷市立味野幼稚園
- 倉敷市立赤崎幼稚園
- 倉敷市立下津井幼稚園
- 倉敷市立琴浦東幼稚園
- 倉敷市立琴浦西幼稚園
- 倉敷市立琴浦北幼稚園
- 倉敷市立郷内幼稚園
- 倉敷市立玉島幼稚園
- 倉敷市立上成幼稚園
- 倉敷市立乙島幼稚園
- 倉敷市立乙島東幼稚園
- 倉敷市立柏島幼稚園
- 倉敷市立上の町幼稚園
- 倉敷市立長尾幼稚園
- 倉敷市立富田幼稚園
- 倉敷市立小川幼稚園
- 倉敷市立南浦幼稚園
- 倉敷市立穂井田幼稚園
- 倉敷市立船穂幼稚園
- 倉敷市立柳井原幼稚園
- 倉敷市立川辺幼稚園
- 倉敷市立岡田幼稚園
- 倉敷市立薗幼稚園
- 倉敷市立箭田幼稚園
- 倉敷市立二万幼稚園
- 倉敷市立呉妹幼稚園

### 津山市
- 津山市立東幼稚園
- 津山市立西幼稚園

### 玉野市
- 玉野市立田井幼稚園
- 玉野市立宇野幼稚園
- 玉野市立玉幼稚園
- 玉野市立日比幼稚園
- 玉野市立荘内幼稚園
- 玉野市立荘内南幼稚園
- 玉野市立和田幼稚園
- 玉野市立玉原幼稚園

### 笠岡市
- 笠岡市立今井幼稚園
- 笠岡市立大井幼稚園
- 笠岡市立大島幼稚園
- 笠岡市立大島東幼稚園
- 笠岡市立笠岡幼稚園
- 笠岡市立金浦幼稚園
- 笠岡市立陶山幼稚園
- 笠岡市立富岡幼稚園
- 笠岡市立北木西幼稚園
- 笠岡市立白石幼稚園
- 笠岡市立尾坂幼稚園
- 笠岡市立横江幼稚園

### 井原市
- 井原市立青野幼稚園
- 井原市立県主幼稚園
- 井原市立出部幼稚園
- 井原市立稲倉幼稚園
- 井原市立井原幼稚園
- 井原市立荏原幼稚園
- 井原市立大江幼稚園
- 井原市立木之子幼稚園
- 井原市立高屋幼稚園
- 井原市立西江原幼稚園
- 井原市立野上幼稚園
- 井原市立芳井幼稚園
- 井原市立明治幼稚園
- 井原市立共和幼稚園
- 井原市立美星幼稚園

### 総社市
- 総社市立阿曽幼稚園
- 総社市立池田幼稚園
- 総社市立維新幼稚園
- 総社市立清音幼稚園
- 総社市立昭和幼稚園
- 総社市立神在幼稚園
- 総社市立新本幼稚園
- 総社市立総社幼稚園
- 総社市立総社北幼稚園
- 総社市立総社南幼稚園
- 総社市立井尻野幼稚園
- 総社市立三須幼稚園
- 総社市立服部幼稚園
- 総社市立久代幼稚園
- 総社市立山田幼稚園
- 総社市立常盤幼稚園
- 総社市立秦幼稚園
- 総社市立山手幼稚園

### 高梁市
- 高梁市立高梁幼稚園
- 高梁市立玉川幼稚園
- 高梁市立津川幼稚園
- 高梁市立中井幼稚園
- 高梁市立松原幼稚園
- 高梁市立宇治幼稚園
- 高梁市立落合幼稚園
- 高梁市立川面幼稚園
- 高梁市立巨瀬幼稚園
- 高梁市立福地幼稚園
- 高梁市立高倉幼稚園
- 高梁市立高梁南幼稚園
- 高梁市立川上幼稚園
- 高梁市立有漢幼稚園

### 新見市
- 新見市立井倉幼稚園
- 新見市立熊谷幼稚園
- 新見市立新見幼稚園
- 新見市立哲西幼稚園
- 新見市立本郷幼稚園
- 新見市立唐松幼稚園
- 新見市立豊永幼稚園
- 新見市立明新幼稚園
- 新見市立上市幼稚園
- 新見市立菅生幼稚園
- 新見市立正田幼稚園
- 新見市立高西幼稚園
- 新見市立大佐幼稚園
- 新見市立草間台幼稚園

### 備前市
- 備前市立香登幼稚園
- 備前市立伊部幼稚園
- 備前市立片上幼稚園
- 備前市立伊里幼稚園
- 備前市立東鶴山幼稚園
- 備前市立三石幼稚園
- 備前市立日生幼稚園
- 備前市立吉永幼稚園
- 備前市立神根幼稚園
- 備前市立三国幼稚園

### 瀬戸内市
- 瀬戸内市立牛窓東幼稚園
- 瀬戸内市立牛窓西幼稚園
- 瀬戸内市立牛窓北幼稚園
- 瀬戸内市立邑久幼稚園
- 瀬戸内市立今城幼稚園
- 瀬戸内市立玉津幼稚園
- 瀬戸内市立裳掛幼稚園
- 瀬戸内市立美和幼稚園
- 瀬戸内市立国府幼稚園
- 瀬戸内市立行幸幼稚園

### 赤磐市
- 赤磐市立高陽幼稚園
- 赤磐市立西山幼稚園
- 赤磐市立若草幼稚園
- 赤磐市立山陽北幼稚園
- 赤磐市立高月幼稚園
- 赤磐市立双葉幼稚園
- 赤磐市立ひかり幼稚園
- 赤磐市立いわなし幼稚園
- 赤磐市立桜が丘幼稚園

### 真庭市
- 真庭市立草加部幼稚園

### 美作市
- 美作市立梶並幼稚園
- 美作市立勝田東幼稚園
- 美作市立美作北幼稚園
- 美作市立湯郷幼稚園
- 美作市立土居幼稚園
- 美作市立粟井幼稚園
- 美作市立英田幼稚園
- 美作市立東粟倉幼稚園

### 浅口市
- 浅口市立金光幼稚園
- 浅口市立鴨方西幼稚園
- 浅口市立鴨方東幼稚園
- 浅口市立六条院幼稚園
- 浅口市立寄島幼稚園

### 和気町
- 和気町立和気幼稚園
- 和気町立藤野幼稚園
- 和気町立石生幼稚園
- 和気町立日笠幼稚園
- 和気町立本荘幼稚園
- 和気町立佐伯幼稚園

### 早島町
- 早島町立早島幼稚園
  - 早島町立早島幼稚園東分園

### 里庄町
- 里庄町立里庄西幼稚園
- 里庄町立里庄東幼稚園

### 矢掛町
- 矢掛町立川面幼稚園
- 矢掛町立美川幼稚園
- 矢掛町立矢掛幼稚園
- 矢掛町立山田幼稚園

### 鏡野町
- 鏡野町立郷幼稚園

### 奈義町
- 奈義町立滝川つくし幼稚園
- 奈義町立中央東幼稚園

### 西粟倉村
- 西粟倉村立西粟倉幼稚園

### 美咲町
- 美咲町立柵原西幼稚園
- 美咲町立柵原東幼稚園

### 吉備中央町
- 吉備中央町立津賀幼稚園
- 吉備中央町立円城幼稚園
- 吉備中央町立御北幼稚園
- 吉備中央町立吉備高原幼稚園

## 私立幼稚園

### 岡山市[1]
- 岡山聖園幼稚園
- 岡山聖園マリア幼稚園
- 内山下幼稚園
- あけぼの幼稚園
- つしま幼稚園
- ノートルダム清心女子大学附属幼稚園
- 第一ひかり幼稚園
- 第二ひかり幼稚園
- 山陽学園短期大学附属幼稚園
- 中仙道幼稚園
- 朝日塾幼稚園
- 認定こども園就実こども園
- 中国学園大学・中国短期大学附属たねのくにこども園

### 倉敷市[2]
- 認定こども園竹中幼稚園
- 御国幼稚園
- 同心幼稚園
- 慈愛幼稚園
- みのり幼稚園
- 勇崎幼稚園
- 認定こども園海星幼稚園
- 敬愛幼稚園
- 第二敬愛幼稚園
- しらゆり幼稚園
- まこと幼稚園
- 認定こども園第二まこと幼稚園
- 倉敷マリア・インマクラダ幼稚園
- 奈良佐保短期大学附属倉敷幼稚園
- 認定こども園あさひ幼稚園
- くらしき作陽大学附属認定こども園
- 幼保連携型認定こども園かわさきこども園

### 浅口市
- 金光学園こども園

### 津山市[3]
- 明星幼稚園
- 美作大学附属幼稚園
- 幼保連携型認定こども園しらゆり幼稚園